# 陈奇涵
陈奇涵（1897年9月23日—1981年6月19日），字圣涯，中国江西兴国人，中国人民解放军军法上将军衔。
陈奇涵早年曾任黄埔军校学生队长连长、政治大队长等职。第一次国共内战时期，任中共赣南特委军事部长、兴国县委常委、兴国革命委员会党团书记、中共江西省军委驻赣南办事处主任、江西红军独立第3团参谋长、赣西南红军学校教育长、红三军教导团团长、红四军参谋长、红三军参谋长、红一军团参谋长、江西军区兼东北战区指挥部参谋长、红十五军团参谋长，参加长征。抗日战争时期，任中共中央军委四局局长、绥德警备区司令员、中央军委参谋部部长兼延安卫戍司令、抗日军政大学第三分校校长、中央军委情报部第三室副主任。第二次国共内战时期，任冀热辽军区副司令员、冀察热辽军区副司令员、东满（吉林）军区副司令员、辽宁军区司令员、东北军区参谋长、江西军区司令员。中华人民共和国成立后，任江西省各界人民代表会议协商委员会主席、最高人民法院军事审判庭庭长、军事法院院长、中华人民共和国最高人民法院副院长等职。

## 生平

### 早期经历

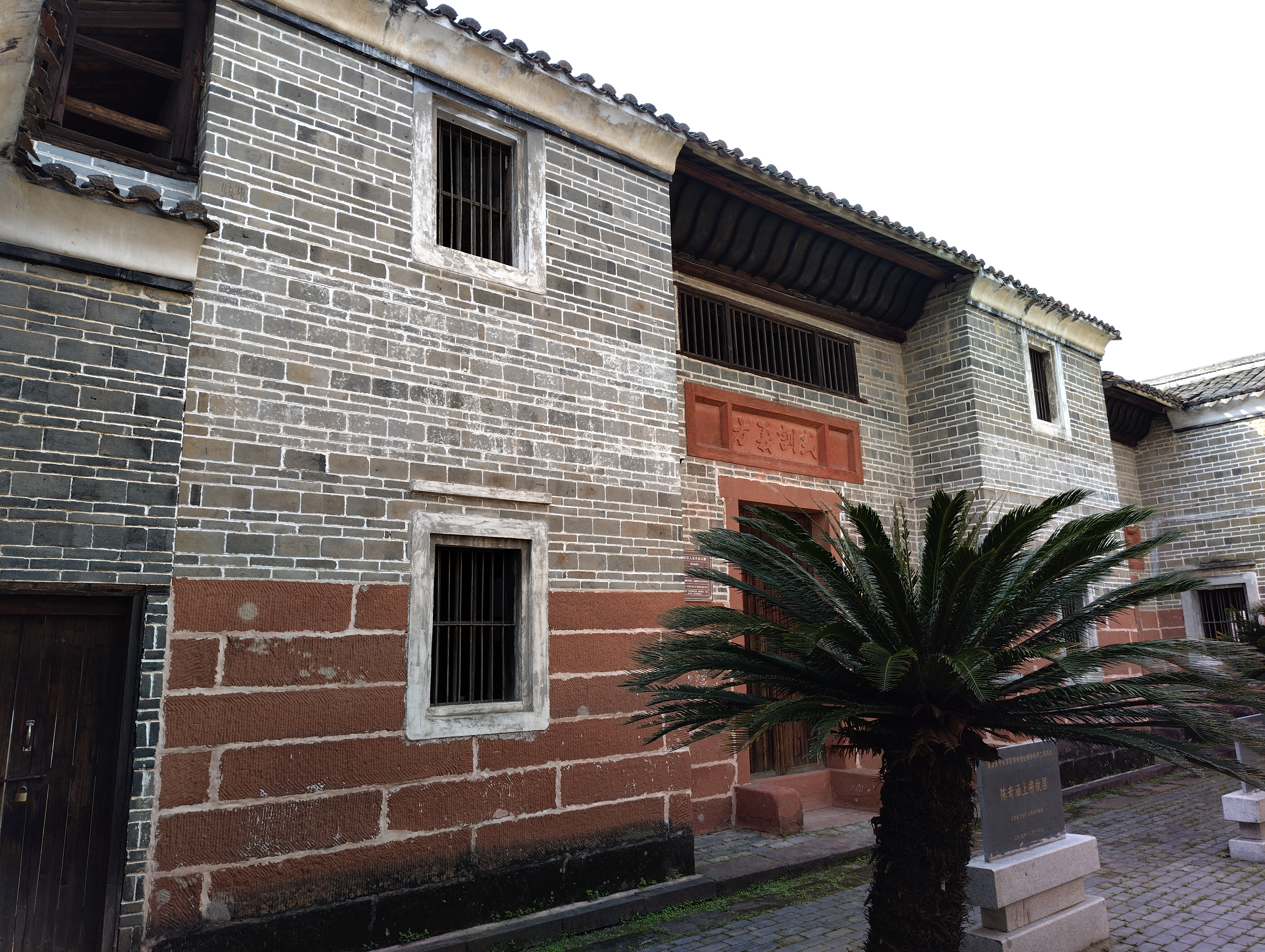
陈奇涵故居

陈1913年考入江西省立第四中学，1916年考入云南陆军讲武堂韶关分校，次年3月，转入广州护国第二军讲武堂，毕业后入江西军队服役，任排长、连长、代营长。1924年，陈回到广州，被任命为广州警卫军讲武堂区队长，参加过孙中山领导的北伐和镇压廣州商團叛亂。1925年，入黄埔军校，任学生队长连长、政治大队长等职，参加过沙基口反击英军和平定刘震寰、杨希闵叛乱的战斗。1925年，经陈赓、许继慎介绍，秘密加入中国共产党。1926年6月，奉命回乡进行秘密工作，建立中共组织，开办工农运动训练班，并创办曙光印刷公司和《贯彻日报》，宣传革命思想。1927年，陈协助朱德创建国民革命军第三军军官教育团，任参谋长。

### 第一次国共内战时期
国民政府分共后，陈在抚州一带鼓动农民抗争。同年冬返回兴国，先后任中共赣南特委军事部长、兴国县委常委、兴国革命委员会党团书记、中共江西省军委驻赣南办事处主任、江西红军独立第3团参谋长、赣西南红军学校教育长等职。1928年12月，他组织兴国暴动。红四军出击赣南时，曾承担接应任务，并接受毛泽东关于建立苏维埃政府及开展土地革命的指示。1930年10月，陈任红三军教导团团长，不久调任红四军参谋长，后又调任红三军参谋长。1932年3月，陈奇涵任红一军团参谋长。率部参加漳州、水口和乐安宜黄战役。1933年春调任江西军区兼东北战区指挥部参谋长，指挥部队参加中央苏区第四、第五次反围剿战争，并在第四次反围剿作战中身负重伤。
1933年，陈因追随毛泽东，受到博古以所谓“贪污”问题的清洗，被撤职，在军委武装动员部任科员。后以随军参谋的身份参加长征，曾任红一军团司令部教育科科长、陕甘支队第一纵队教导队队长等职。1935年，红一方面军与陕北红军在陕西吴起会师，陈不久后任新成立的红十五军团副参谋长。1936年，参加东征，红军回师陕北后，陈升任红十五军团参谋长。

### 抗日战争与第二次国共内战时期
1937年，红军改编为八路军，投入抗日战争，陈任中共中央军委四局局长，负责全军的教育训练工作。8月下旬，毛泽东电令陈奇涵出任绥德警备区司令员，负责当地的黄河河防。1939年冬，陈回中央军委参谋部任部长，兼延安卫戍司令。1940年春，调为抗日军政大学第三分校校长。1941年秋，调任中央军委情报部第三室副主任，参加整风运动。1943年后，陈入中共中央党校学习。
1945年，陈任冀热辽军区副司令员，前往东北，参与指挥古北口保卫战。1947年5月，任冀察热辽军区副司令员，同年冬任东满（吉林）军区副司令员，次年夏出任辽宁军区司令员，组织地方部队配合辽沈战役。辽沈战役之后，陈任东北军区参谋长。1949年5月，陈被任命为江西军区司令员。

### 中华人民共和国成立后
中华人民共和国成立后，陈奇涵主持江西的剿匪工作。1952年，当选为江西省各界人民代表会议协商委员会（即中国人民政治协商会议江西省委员会前身）主席。1953年，陈调北京工作，1954年2月任中国人民解放军军事法庭庭长，1955年1月改任中国人民解放军军事法院院长。1955年，陈奇涵被授予上将军衔，获一级八一勋章、一级独立自由勋章和一级解放勋章。1957年4月任中华人民共和国最高人民法院副院长。陈奇涵是第一至三届国防委员会委员，第三、第四届全国人大常委会委员，中共第八届中央候补委员、第九至十一届中央委员。1981年6月19日，陈在北京逝世。